# 明朝公爵列表
明朝的异姓封爵为：公、侯、伯，凡三等，以封功臣及外戚，皆有流有世。功臣則給鐵券，封號四等：佐太祖定天下者，曰開國輔運推誠；從成祖起兵，曰奉天靖難推誠；餘曰奉天翊運推誠，曰奉天翊衞推誠或曰欽承祖業推誠奉義。武臣曰宣力武臣，文臣曰守正文臣。
下面列出明朝受封公爵的功臣及外戚。部分公爵死后追赠郡王，见本表“谥号”栏。明朝建立前，追赠郡公的死难功臣，另见明朝郡公、郡侯、郡伯、縣子、縣男列表。部分侯爵、伯爵死后追赠公爵，见明朝侯爵列表、明朝伯爵列表的“谥号”栏，本表不再赘列。

## 太祖始封

### 追封

#### 越國公
| 大明越國公 |            |        |      |                  |                  |      |
| 傳位       | 諡號       | 姓名   | 年數 | 在位時間（公历） | 在位時間（夏历） | 备注 |
| 第1代      | 越國武莊公 | 胡大海 |      |                  |                  | 追封 |

#### 泗國公
| 大明泗國公 |            |        |      |                  |                  |      |
| 傳位       | 諡號       | 姓名   | 年數 | 在位時間（公历） | 在位時間（夏历） | 备注 |
| 第1代      | 泗國武莊公 | 耿再成 |      |                  |                  | 追封 |

#### 蔡國公
| 大明蔡國公 |            |        |      |                  |                  |      |
| 傳位       | 諡號       | 姓名   | 年數 | 在位時間（公历） | 在位時間（夏历） | 备注 |
| 第1代      | 蔡國忠毅公 | 張德勝 |      |                  |                  | 追封 |

#### 梁國公
| 大明梁國公 |            |        |      |                  |                  |      |
| 傳位       | 諡號       | 姓名   | 年數 | 在位時間（公历） | 在位時間（夏历） | 备注 |
| 第1代      | 梁國武桓公 | 趙德勝 |      |                  |                  | 追封 |

#### 鄖國公
| 大明鄖國公 |            |        |      |                  |                  |      |
| 傳位       | 諡號       | 姓名   | 年數 | 在位時間（公历） | 在位時間（夏历） | 备注 |
| 第1代      | 鄖國武閔公 | 廖永安 |      |                  |                  | 追封 |

#### 虢國公
| 大明虢國公 |            |        |      |                  |                  |      |
| 傳位       | 諡號       | 姓名   | 年數 | 在位時間（公历） | 在位時間（夏历） | 备注 |
| 第1代      | 虢國忠烈公 | 俞通海 |      |                  |                  | 追封 |

#### 濟國公
| 大明濟國公 |            |        |      |                  |                  |      |
| 傳位       | 諡號       | 姓名   | 年數 | 在位時間（公历） | 在位時間（夏历） | 备注 |
| 第1代      | 濟國武襄公 | 丁德興 |      |                  |                  | 追封 |

#### 蘄國公
| 大明推忠翊運宣力懷遠功臣蘄國公 |            |        |      |                  |                  |      |
| 傳位                           | 諡號       | 姓名   | 年數 | 在位時間（公历） | 在位時間（夏历） | 备注 |
| 第1代                          | 蘄國武康公 | 康茂才 |      |                  |                  | 追封 |

### 實封

#### 宣國公/韓國公
| 大明宣國公（1367年—1370年）/大明開國輔運推誠守正文臣韓國公（1370年—1390年） |            |        |      |                                |                                       |                |
| 傳位                                                                        | 諡號       | 姓名   | 年數 | 在位時間（公历）               | 在位時間（夏历）                      | 备注           |
| 第1代                                                                       |            | 李善長 | 4年  | 1367年10月21日－1370年11月29日 | 吳元年九月辛丑—洪武三年十一月丙申     |                |
| 第1代                                                                       | 韓國襄愍公 | 李善長 | 21年 | 1370年11月29日－1390年7月6日   | 洪武三年十一月丙申—洪武廿三年五月乙卯 | 因胡惟庸案被杀 |

#### 鄂國公/鄭國公/開國公
| 大明奉天翊運推誠宣德靖遠功臣鄂國公（1367年—1369年）/大明鄭國公（1370年—1387年）/大明開國公（1388年— ？） |            |        |      |                               |                                       |          |
| 傳位 | 諡號       | 姓名   | 年數 | 在位時間（公历）              | 在位時間（夏历）                      | 备注     |
| 第1代 | 開平忠武王 | 常遇春 | 3年  | 1367年10月21日－1369年8月9日  | 吳元年九月辛丑—洪武二年七月己亥       |          |
| 第1代 | 鄭國公     | 常茂   | 18年 | 1370年11月29日－1387年11月1日 | 洪武三年十一月丙申—洪武二十年九月丁酉 | 常遇春子 |
| 第1代 | 開國公     | 常昇   |      | 1388年11月24日—               | 洪武廿一年十月丙寅—永乐初             | 常茂弟   |
| |            |        |      |                               | 常昇六世孙常振封懷遠侯                |          |

#### 魏國公
| 大明奉天開國推誠宣力武臣魏國公（1370年—1644年） |            |        |      |                                |                                         |            |
| 傳位                                            | 諡號       | 姓名   | 年數 | 在位時間（公历）               | 在位時間（夏历）                        | 备注       |
| 第1代                                           | 中山武寧王 | 徐達   | 16年 | 1370年11月29日－1385年4月7日   | 洪武三年十一月丙申—洪武十八年二月己未   |            |
| 第2代                                           | 魏國公     | 徐輝祖 | 15年 | 1388年11月24日－1402年         | 洪武廿一年十月丙寅—建文四年             | 徐達子     |
| 第3代                                           | 魏國公     | 徐欽   | 15年 | 1407年9月1日－1421年3月2日     | 永樂五年七月辛巳—永樂十九年正月壬辰     | 徐輝祖子   |
| 复封                                            | 魏國公     | 徐欽   | 1年  | 1424年10月25日－1424年12月19日 | 永樂廿二年十月乙巳—永樂廿二年十一月庚子 | 徐輝祖子   |
| 第4代                                           | 魏國公     | 徐顯宗 | 14年 | 1425年3月27日－1448年          | 洪熙元年三月戊寅—正統十三年             | 徐欽子     |
| 第5代                                           | 魏國公     | 徐承宗 | 16年 | 1448年8月3日－1464年1月14日    | 正統十三年七月戊子—天順七年十二月庚寅   | 徐顯宗弟   |
| 第6代                                           | 魏國莊靖公 | 徐俌   | 53年 | 1465年－1517年7月30日          | 成化元年—正德十二年七月丙戌             | 徐承宗子   |
| 第7代                                           | 魏國公     | 徐鵬舉 | 54年 | 1518年12月29日－1571年3月4日   | 正德十三年十一月癸亥—隆慶五年二月辛丑   | 徐承宗曾孙 |
| 第8代                                           | 魏國公     | 徐邦瑞 | 18年 | 1572年5月22日－1589年          | 隆慶六年四月丙寅—萬曆十七年             | 徐鵬舉子   |
| 第9代                                           | 魏國公     | 徐維志 | 5年  | 1589年10月30日－1593年8月27日  | 萬曆十七年九月丙寅—萬曆廿一年八月癸未   | 徐邦瑞子   |
| 第10代                                          | 魏國莊武公 | 徐弘基 |      | 1595年9月2日—                  | 萬曆廿三年七月己亥—崇禎末               | 徐維志子   |
| 第11代                                          | 魏國公     | 徐胤爵 |      | 1645年                         | 弘光元年四月—弘光元年五月               | 徐弘基子   |

#### 曹國公
| 大明奉天開國輔運推誠宣力武臣曹國公（1370年—1387年） |            |        |      |                               |                                       |          |
| 傳位                                                | 諡號       | 姓名   | 年數 | 在位時間（公历）              | 在位時間（夏历）                      | 备注     |
| 第1代                                               | 岐陽武靖王 | 李文忠 | 15年 | 1370年11月29日－1384年3月22日 | 洪武三年十一月丙申—洪武十七年三月戊戌 |          |
| 第2代                                               | 曹國公     | 李景隆 | 19年 | 1386年5月10日－1404年         | 洪武十九年四月丁酉—永樂二年           | 李文忠子 |
|                                                     |            |        |      |                               | 李景隆玄孙李性封臨淮侯                |          |

#### 宋國公
| 大明宋國公（1370年—1387年） |            |      |      |                               |                                       |      |
| 傳位                        | 諡號       | 姓名 | 年數 | 在位時間（公历）              | 在位時間（夏历）                      | 备注 |
| 第1代                       | 宁陵武壮王 | 馮勝 | 26年 | 1370年11月29日－1395年2月22日 | 洪武三年十一月丙申—洪武廿八年二月丁卯 |      |

#### 衛國公/申國公
| 大明衛國公（1370年—1377年）/大明申國公（1380年—1390年） |            |      |      |                               |                                       |        |
| 傳位                                                    | 諡號       | 姓名 | 年數 | 在位時間（公历）              | 在位時間（夏历）                      | 备注   |
| 第1代                                                   | 寧河武順王 | 鄧愈 | 8年  | 1370年11月29日－1377年12月9日 | 洪武三年十一月丙申—洪武十年十一月癸未 |        |
| 第1代                                                   | 申國公     | 鄧鎮 | 11年 | 1380年4月20日－1390年7月6日   | 洪武十三年三月丙申—洪武廿三年五月乙卯 | 鄧愈子 |
|                                                         |            |      |      |                               | 鄧愈五世孙鄧繼坤封定遠侯              |        |

#### 信國公
| 大明信國公（1367年—1370年） |            |      |      |                             |                                       |      |
| 傳位                        | 諡號       | 姓名 | 年數 | 在位時間（公历）            | 在位時間（夏历）                      | 备注 |
| 第1代                       | 東甌襄武王 | 湯和 | 18年 | 1378年2月3日－1395年8月22日 | 洪武十一年正月己卯—洪武廿八年八月戊辰 |      |
|                             |            |      |      |                             | 湯和五世孙湯紹宗封靈璧侯              |      |

#### 潁國公
| 大明潁國公（1384年—1394年） |            |        |      |                               |                                         |      |
| 傳位                        | 諡號       | 姓名   | 年數 | 在位時間（公历）              | 在位時間（夏历）                        | 备注 |
| 第1代                       | 丽江武靖王 | 傅友德 | 11年 | 1384年5月14日－1394年12月22日 | 洪武十七年四月辛卯—洪武廿七年十一月乙丑 |      |

#### 涼國公
| 大明涼國公（1389年—1393年） |        |      |      |                              |                                         |      |
| 傳位                        | 諡號   | 姓名 | 年數 | 在位時間（公历）             | 在位時間（夏历）                        | 备注 |
| 第1代                       | 涼國公 | 藍玉 | 6年  | 1389年1月19日－1393年3月22日 | 洪武廿一年十二月壬戌—洪武廿六年二月乙酉 |      |

## 成祖始封

### 追封

#### 涇國公
| 大明涇國公 |            |      |      |                  |                  |      |
| 傳位       | 諡號       | 姓名 | 年數 | 在位時間（公历） | 在位時間（夏历） | 备注 |
| 第1代      | 涇國襄敏公 | 陳亨 |      |                  |                  | 追封 |

#### 榮國公
| 大明推誠輔國協力宣謀文臣榮國公 |            |        |      |                  |                  |                    |
| 傳位                           | 諡號       | 姓名   | 年數 | 在位時間（公历） | 在位時間（夏历） | 备注               |
| 第1代                          | 榮國恭靖公 | 姚廣孝 |      |                  |                  | 永樂十六年三月追封 |

### 實封

#### 淇國公
| 大明奉天靖難推誠宣力武臣淇國公（1402年—1408年） |        |      |      |                              |                                   |            |
| 傳位                                            | 諡號   | 姓名 | 年數 | 在位時間（公历）             | 在位時間（夏历）                  | 备注       |
| 第1代                                           | 淇國公 | 丘福 | 7年  | 1402年9月30日－1408年7月30日 | 建文四年九月甲申—永樂六年七月甲寅 | 死後被褫奪 |

#### 成國公
| 大明奉天靖難推誠宣力武臣成國公（1402年—1644年） |            |        |      |                                |                                       |          |
| 傳位                                            | 諡號       | 姓名   | 年數 | 在位時間（公历）               | 在位時間（夏历）                      | 备注     |
| 第1代                                           | 東平武烈王 | 朱能   | 5年  | 1402年9月30日－1406年          | 建文四年九月甲申—永樂四年十月         |          |
| 第2代                                           | 平陰武愍王 | 朱勇   | 42年 | 1408年7月28日－1449年          | 永樂六年七月壬子—正統十四年           | 朱能子   |
| 第3代                                           | 成國公     | 朱儀   | 45年 | 1452年5月23日－1496年          | 景泰三年五月丁酉—弘治九年三月         | 朱勇子   |
| 第4代                                           | 成國恭僖公 | 朱輔   | 28年 | 1496年12月10日－1523年10月30日 | 弘治九年十一月己酉—嘉靖二年九月己丑   | 朱儀子   |
| 第5代                                           | 成國公     | 朱麟   | 1年  | 1525年3月25日－1525年          | 嘉靖四年三月辛酉—嘉靖四年六月         | 朱輔子   |
| 第6代                                           | 成國榮康公 | 朱鳳   | 8年  | 1529年10月11日－1536年7月23日  | 嘉靖八年九月壬寅—嘉靖十五年七月己未   | 朱輔弟   |
| 第7代                                           | 定襄恭靖王 | 朱希忠 | 38年 | 1536年9月26日－1573年          | 嘉靖十五年九月甲子—萬曆元年九月       | 朱鳳子   |
| 第8代                                           | 成國公     | 朱時泰 | 1年  | 1574年－1574年                 | 萬曆二年—萬曆二年九月                 | 朱希忠子 |
| 第9代                                           | 成國公     | 朱應楨 | 7年  | 1580年3月14日－1586年          | 萬曆八年二月己亥—萬曆十四年           | 朱時泰子 |
| 第10代                                          | 成國公     | 朱鼎臣 | 2年  | 1600年4月20日－1601年          | 萬曆廿八年三月辛亥—萬曆廿九年         | 朱應楨子 |
| 第11代                                          | 成國公     | 朱應槐 | 10年 | 1601年10月10日－1610年7月18日  | 萬曆廿九年九月己酉—萬曆卅八年五月壬申 | 朱應楨弟 |
| 第12代                                          | 成國公     | 朱純臣 | 34年 | 1611年4月15日－1644年          | 萬曆卅九年三月癸卯—崇禎十七年三月     | 朱應槐子 |
| 第13代                                          | 成國公     | 朱元臣 | 34年 | 1644年－                       | 崇禎十七年八月—                       | 朱應槐子 |

#### 定國公
| 大明奉天靖難推誠宣力武臣定國公（1404年—1644年） |            |        |      |                               |                                       |          |
| 傳位                                            | 諡號       | 姓名   | 年數 | 在位時間（公历）              | 在位時間（夏历）                      | 备注     |
| 第1代                                           | 定國忠愍公 | 徐增壽 |      |                               | 追封                                  | 徐達子   |
| 第2代                                           | 定國公     | 徐景昌 | 34年 | 1404年8月5日－1437年          | 永樂二年六月己亥—正統二年六月         | 徐增壽子 |
| 第3代                                           | 定國公     | 徐顯忠 | 11年 | 1438年10月24日－1448年        | 正統三年十月丁巳—正統十三年四月       | 徐景昌子 |
| 第4代                                           | 定國公     | 徐永寧 | 50年 | 1455年4月16日－1504年         | 景泰六年三月乙亥—弘治十七年正月       | 徐顯忠子 |
| 第5代                                           | 定國榮僖公 | 徐光祚 | 23年 | 1504年6月24日－1526年         | 弘治十七年五月壬寅—嘉靖五年八月       | 徐永寧孙 |
| 第6代                                           | 定國公     | 徐延德 | 39年 | 1529年12月11日－1568年1月10日 | 嘉靖八年十一月癸卯—隆慶元年十二月壬辰 | 徐光祚子 |
| 第7代                                           | 定國康惠公 | 徐文璧 | 35年 | 1568年4月21日－1602年         | 隆慶二年三月甲戌—萬曆三十年六月       | 徐延德子 |
| 第8代                                           | 定國公     | 徐希？ | 29年 | 1603年1月27日－1630年         | 萬曆三十年十二月癸卯—崇禎三年         | 徐文璧孙 |
| 第9代                                           | 定國公     | 徐允禎 | 15年 | 1630年－1644年                | 崇禎三年—崇禎十七年                   | 徐希？子 |

#### 黔國公
| 大明黔國公（1408年—1661年） |            |        |      |                               |                                         |          |
| 傳位                        | 諡號       | 姓名   | 年數 | 在位時間（公历）              | 在位時間（夏历）                        | 备注     |
| 第1代                       | 定遠忠敬王 | 沐晟   | 32年 | 1408年7月29日－1439年5月2日   | 永樂六年七月癸丑—正統四年三月丁卯       | 沐英子   |
| 第2代                       | 黔國榮康公 | 沐斌   | 11年 | 1440年－1450年                | 正統五年—景泰元年十月                   | 沐晟子   |
| 第3代                       | 黔國武僖公 | 沐琮   | 32年 | 1465年9月14日－1496年10月12日 | 成化元年八月己亥—弘治九年九月庚戌       | 沐斌子   |
| 第4代                       | 黔國莊襄公 | 沐崑   | 23年 | 1497年11月5日－1519年         | 弘治十年十月己卯—正德十四年六月         | 沐誠子   |
| 第5代                       | 黔國敏靖公 | 沐紹勛 | 16年 | 1521年3月19日－1536年         | 正德十六年二月甲午—嘉靖十五年           | 沐崑子   |
| 第6代                       | 黔國恭僖公 | 沐朝輔 | 12年 | 1536年12月30日－1547年7月7日  | 嘉靖十五年十二月乙亥—嘉靖廿六年六月庚子 | 沐紹勛子 |
| 第7代                       | 黔國公     | 沐融   | 3年  | 1547年11月8日－1549年         | 嘉靖廿六年閏九月甲辰—嘉靖廿八年         | 沐朝輔子 |
| 第8代                       | 黔國公     | 沐鞏   |      | 1549年12月3日—                | 嘉靖廿八年十一月庚辰—                   | 沐融弟   |
| 第9代                       | 黔國公     | 沐朝弼 | 17年 | 1554年4月14日－1570年         | 嘉靖卅三年三月癸丑—隆慶四年             | 沐朝輔弟 |
| 第10代                      | 黔國公     | 沐昌祚 | 25年 | 1571年2月28日－1595年         | 隆慶五年二月丁酉—萬曆廿三年八月         | 沐朝弼子 |
| 第11代                      | 黔國公     | 沐叡   | 15年 | 1595年－1609年10月19日        | 萬曆廿三年—萬曆卅七年九月丁酉           | 沐昌祚子 |
| 复封                        | 黔國公     | 沐昌祚 | 17年 | 1609年－1625年                | 萬曆卅七年—天啟五年                     | 沐朝弼子 |
| 第12代                      | 黔國公     | 沐啟元 | 4年  | 1625年4月25日－1628年7月10日  | 天啟五年三月丁卯—崇禎元年六月己亥       | 沐叡子   |
| 第13代                      | 黔國公     | 沐天波 | 34年 | 1629年1月11日－1661年8月13日  | 崇禎元年十二月甲辰—永历十五年七月丙寅   | 沐啟元子 |

#### 榮國公/英國公
| 大明奉天靖難推誠宣力武臣榮國公/大明英國公（1408年—1644年） |            |               |      |                               |                                       |          |
| 傳位                                                       | 諡號       | 姓名          | 年數 | 在位時間（公历）              | 在位時間（夏历）                      | 备注     |
| 第1代                                                      | 河间忠武王 | 張玉          |      |                               |                                       | 追封     |
| 第1代                                                      | 定興忠烈王 | 張輔          | 42年 | 1408年7月29日－1449年         | 永樂六年七月癸丑—正統十四年           | 張玉子   |
| 第2代                                                      | 寧陽恭靖王 | 張懋          | 66年 | 1450年7月4日－1515年          | 景泰元年五月戊辰—正德十年三月         | 張輔子   |
| 第3代                                                      | 英國莊和公 | 张𪨧          | 21年 | 1515年11月25日－1535年7月25日 | 正德十年十月癸酉—嘉靖十四年六月乙卯   | 張懋孙   |
| 第4代                                                      | 英國公     | 張溶          |      | 1535年12月21日－              | 嘉靖十四年十一月甲申—                 | 張崙子   |
| 第5代                                                      | 英國公     | 張元功        | 15年 | 1582年4月18日－1596年12月26日 | 萬曆十年三月甲申—萬曆廿四年十一月庚子 | 張溶子   |
| 第6代                                                      | 英國公     | 張元德        | 3年  | 1596年－1598年                | 萬曆廿四年—萬曆廿六年五月             | 張元功弟 |
| 第7代                                                      | 英國公     | 張維賢 (明朝) |      | 1598年12月20日－              | 萬曆廿六年十一月甲辰—崇禎             | 張元德子 |
| 第8代                                                      | 英國公     | 張之極        |      |                               | 崇禎                                  | 張維賢子 |
| 第9代                                                      | 英國公     | 张世泽        | 2年  | 1643年－1644年                | 崇禎十六年—崇禎十七年                 | 張之極子 |

## 英宗始封

### 實封

#### 忠國公
| 大明忠國公（1457年—1460年） |        |      |      |                       |                               |      |
| 傳位                        | 諡號   | 姓名 | 年數 | 在位時間（公历）      | 在位時間（夏历）              | 备注 |
| 第1代                       | 忠國公 | 石亨 | 4年  | 1457年2月11日－1460年 | 天順元年正月壬午—天順四年正月 |      |

## 宪宗始封

### 追封

#### 寧國公
| 大明宁國公 |            |      |      |                  |                  |      |
| 傳位       | 諡號       | 姓名 | 年數 | 在位時間（公历） | 在位時間（夏历） | 备注 |
| 第1代      | 宁国荣靖公 | 周能 |      |                  |                  | 追封 |

### 實封

#### 保國公
| 大明保國公（1479年—1511年） |            |        |      |                      |                               |                                        |
| 傳位                        | 諡號       | 姓名   | 年數 | 在位時間（公历）     | 在位時間（夏历）              | 备注                                   |
| 第1代                       | 宣平武莊王 | 朱永   | 18年 | 1479年－1496年       | 成化十五年—弘治九年二月       | 朱謙子                                 |
| 第2代                       | 保國公     | 朱暉   | 16年 | 1496年8月7日－1511年 | 弘治九年六月甲辰—正德六年八月 | 朱永子                                 |
| 第8代                       | 保國公     | 朱国弼 | 2年  | 1644年－1645年       | 崇祯十七年—弘光元年           | 朱暉六世孙，原为抚宁侯，南明进封保国公 |

## 孝宗始封

### 追封

#### 昌國公
| 大明昌國公 |            |      |      |                  |                  |      |
| 傳位       | 諡號       | 姓名 | 年數 | 在位時間（公历） | 在位時間（夏历） | 备注 |
| 第1代      | 昌國庄肃公 | 张峦 |      |                  |                  | 追封 |

## 熹宗始封

### 實封

#### 寧國公
| 大明寧國公（1626年—1627年） |        |        |      |                        |                                 |            |
| 傳位                        | 諡號   | 姓名   | 年數 | 在位時間（公历）       | 在位時間（夏历）                | 备注       |
| 第1代                       | 寧國公 | 魏良卿 | 2年  | 1626年11月27日－1627年 | 天啟六年十月戊申—天啟七年十一月 | 魏忠賢從子 |

## 崇祯帝始封

### 追封

#### 瀛國公
| 大明瀛國公 |            |        |      |                  |                  |                                          |
| 傳位       | 諡號       | 姓名   | 年數 | 在位時間（公历） | 在位時間（夏历） | 备注                                     |
| 第1代      | 瀛國公     | 刘应元 |      |                  |                  | 追封                                     |
| 第3代      | 恆國忠壯公 | 劉文炳 |      |                  |                  | 劉應元孫，新樂侯劉效祖子，南明追封恆國公 |

## 弘光帝（安宗）始封

### 實封

#### 遼國公/薊國公
| 大明遼國公/薊國公 |            |        |      |                  |                  |      |
| 傳位              | 諡號       | 姓名   | 年數 | 在位時間（公历） | 在位時間（夏历） | 备注 |
| 第1代             | 遼國忠壯公 | 吳襄   |      |                  |                  | 追封 |
| 第1代             |            | 吴三桂 |      |                  |                  |      |

#### 靖國公
| 大明靖國公 |                       |        |      |                  |                  |      |
| 傳位       | 諡號                  | 姓名   | 年數 | 在位時間（公历） | 在位時間（夏历） | 备注 |
| 第1代      | 淝水忠烈王/和陽忠武王 | 黄得功 |      |                  |                  |      |

## 隆武帝（紹宗）始封

### 實封
- 延國公鄭香
- 漳國公→定國公鄭鴻逵（晉真定王）

## 永曆帝（昭宗）始封

### 追封
- 粵國公瞿式耜（追封，贈始安文忠王）
- 肅國忠襄公黃斌卿（追封）

- 建國忠壯公王得仁（追封）
- 潯國文忠公堵胤錫（追封）
- 徽國壯烈公李本高（追封）
- 周國公鄭文雄（追封）

### 實封
- 安國公劉承胤
- 鄖國公王祁
- 豫國公金聲桓（贈榆林王、鄂壯武王）
- 慶國公陳邦傳
- 興國公李赤心
- 郢國公高必正
- 惠國公李成棟（贈寧夏武烈王）
- 定國公牛化麟
- 靖夷公魏豹
- 永國公曹志建
- 信國公艾能奇（贈延安王）
- 皖國公劉體仁
- 忠國公王祥
- 宣國忠愍公焦璉
- 開國公趙應選
- 衛國公胡一清
- 涼國公賀遠圖
- 鄭國公于大海
- 襄國公王進才
- 瑞國公杜永和
- 荊國公王光興
- 靖國公袁宗第
- 陝國公党守素
- 吉國公王祐
- 沅國公張先璧
- 漳國公鄭成功（晉延平武王）
- 益國公郝永忠
- 匡國公皮熊（晉黔陽王）
- 康國公李定國（晉西寧王、晉王）
- 濟國公劉文秀（晉南康王、蜀忠王）
- 保國公王尚禮
- 夔國公王自奇
- 萊國公虞胤
- 臨國公李來亨
- 寧國公王友進
- 鞏國公白文選（晉鞏昌王）
- 興國公馮雙鯉（晉興安王、慶陽王）
- 鄂國公馬進忠（晉嘉定王、漢陽王）
- 敘國公馬維興
- 淮國公馬寶
- 廣國公賀九儀
- 潁國公楊武
- 德化公黃芳度
- 鎮國公劉國軒

## 魯王始封

### 實封
- 平國公鄭芝龍
- 荊國公／靜國公方國安
- 寧國公王之仁
- 建國公鄭彩
- 興國武閔公鄭遵謙（追封）
- 鎮國公洪承疇

## 衍聖公
| 大明衍聖公 |        |        |      |                  |                                     |                                                            |
| 傳位       | 諡號   | 姓名   | 年數 | 在位時間（公历） | 在位時間（夏历）                    | 备注                                                       |
| 第11代     | 衍聖公 | 孔希学 | 14年 | 1368年—1381年    | 明太祖洪武元年—洪武十四年           | 孔子56代孫，元惠宗至正十五年（1355年）初封                 |
| 第12代     | 衍聖公 | 孔讷   | 17年 | 1384年—1400年    | 明太祖洪武十七年—明惠宗建文二年     | 孔子57代孫                                                 |
| 第13代     | 衍聖公 | 孔公鑑 | 3年  | 1400年—1402年    | 明惠宗建文二年—建文四年             | 孔子58代孫                                                 |
| 第14代     | 衍聖公 | 孔彦缙 | 46年 | 1410年—1455年    | 明成祖永乐八年—明代宗景泰六年       | 孔子59代孫                                                 |
| 第15代     | 衍聖公 | 孔承庆 |      |                  |                                     | 孔子60代孫，明代宗景泰六年（1455年）追封                   |
| 第16代     | 衍聖公 | 孔弘绪 | 15年 | 1455年—1469年    | 明代宗景泰六年—明宪宗成化五年       | 孔子61代孫，奪爵                                           |
| 进16代     | 衍聖公 | 孔弘泰 | 28年 | 1476年—1503年    | 明宪宗成化十二年—明孝宗弘治十六年   | 孔子61代孫                                                 |
| 第17代     | 衍聖公 | 孔闻韶 | 44年 | 1503年—1546年    | 明孝宗弘治十六年—明世宗嘉靖二十五年 | 孔子62代孫，孔弘绪子                                       |
| 第18代     | 衍聖公 | 孔贞干 | 11年 | 1546年—1556年    | 明世宗嘉靖二十五年—嘉靖三十五年     | 孔子63代孫                                                 |
| 第19代     | 衍聖公 | 孔尚贤 | 63年 | 1559年—1621年    | 明世宗嘉靖三十八年—明熹宗天启元年   | 孔子64代孫                                                 |
| 第20代     | 衍聖公 | 孔胤植 | 24年 | 1621年—1644年    | 明熹宗天启元年—崇禎十七年           | 孔子65代孫，孔闻韶曾孙，入清襲封衍聖公至順治五年（1648年） |